# Genisphindus latisternus
Genisphindus latisternus es una especie de coleóptero de la familia Sphindidae.

## Distribución geográfica
Habita en Panamá.